# アンナ・フォン・ザクセン (1437-1512)

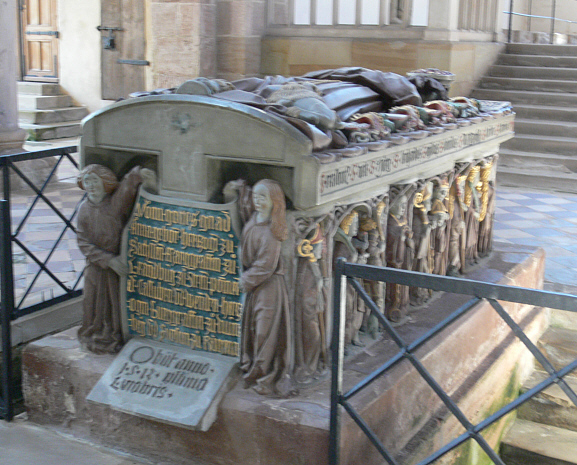
ハイルスブロン修道院にあるアンナの墓

アンナ・フォン・ザクセン（ドイツ語：Anna von Sachsen, 1437年3月7日 - 1512年10月31日）は、ブランデンブルク選帝侯アルブレヒト・アヒレスの妃。

## 生涯
アグネスはザクセン選帝侯フリードリヒ2世とマルガレータ・フォン・エスターライヒの娘である。
1458年11月12日にアンスバッハにおいて後にブランデンブルク選帝侯となるアルブレヒト・アヒレスと結婚した。ヴェッティン家とホーエンツォレルン家の関係をより強めるため、アンナの弟アルブレヒト3世とアルブレヒト・アヒレスの娘ウルズラとの結婚も計画されたが、結局アルブレヒト3世とウルズラはどちらもボヘミア王イジーの子女と結婚した。
アンナにはホーエネック城、ロイタースハウゼンおよびコルムベルクが与えられた。この結婚により、アンナはアルブレヒト・アヒレスとその最初の妃マルガレーテ・フォン・バーデンとの間に生まれた4人の子の継母となった。1470年、アルブレヒト・アヒレスはブランデンブルク選帝侯となった。1473年にアンナは、ブランデンブルク辺境伯領を不可分とする家法に同意したが、フランケンの領地は息子たちによる分割相続が可能であり、最終的にアルブレヒト・アヒレスとマルガレーテとの間の息子ヨハン・ツィーツェロがブランデンブルク選帝侯領を継承し、アンナの2人の息子はフランケンの領地を継承した。
アルブレヒト・アヒレスは遺言で、アンナにノイシュタット・アン・デア・アイシュ、エアランゲン、ダックスバッハ、リーベノウおよびバイアースドルフの収入および城館の権利を与えたが、息子たちが支配権を維持すると定めた。アンナは夫の死後、最初は息子フリードリヒ2世と共にアンスバッハに暮らし、1487年以降はノイシュタット・アン・デア・アイシュに居を定め、贅沢に暮らした。アンナは夫の死から26年後の1512年に死去し、ハイルスブロン修道院に埋葬された。1502年頃につくられた墓棺は現在も保存されている。

## 子女
- フリードリヒ5世（1460年 - 1536年） - ブランデンブルク＝アンスバッハ辺境伯（1486年 - 1515年）、ブランデンブルク＝クルムバッハ辺境伯（1495年 - 1515年）
- アマリー（1461年 - 1481年） - 1478年にプファルツ＝ツヴァイブリュッケン公カスパーと結婚
- アンナ（1462年 - 1462年）
- バルバラ（1464年 - 1515年） - 1472年にグウォグフ公ヘンリク11世と結婚。1476年にボヘミア王兼ハンガリー王ウラースロー2世と再婚したが、1500年に離婚した。
- アルブレヒト（1466年）
- ジビレ（1467年 - 1524年） - 1481年にユーリヒ＝ベルク公ヴィルヘルムと結婚
- ジークムント（1468年 - 1495年） - ブランデンブルク＝クルムバッハ辺境伯（1486年 - 1495年）
- アルブレヒト（1470年）
- ドロテア（1471年 - 1520年） - バンベルク女子修道院
- ゲオルク（1472年 - 1476年）
- エリーザベト（1474年 - 1507年） - 1491年にヘンネベルク＝アシャッハ伯ヘルマン8世と結婚
- マグダレーネ（1476年 - 1480年以前）
- アナスタージア（1478年 - 1534年） - 1500年にヘンネベルク＝シュロイジンゲン伯ヴィルヘルム7世と結婚